# Judastræ
Judastræ (Cercis) er en planteslægt, der er udbredt i Sydeuropa, Østasien og Nordamerika. Her omtales kun den ene art, som – med nød og næppe – kan dyrkes i Danmark. Navnet Judastræ kommer af, at dette påstås at være træet, som Judas Iskariot hængte sig i.
| Beskrevne arter |

- Almindelig Judastræ (Cercis siliquastrum)
- Canadisk Judastræ (Cercis canadensis)

| Andre arter |

- Cercis chinensis
- Cercis chingi
- Cercis chuniana
- Cercis gigantea
- Cercis glabra
- Cercis griffithii
- Cercis occidentalis
- Cercis racemosa